# Шардаринська ГЕС
Шардаринська ГЕС (Чардаринська ГЕС) — земляна гребля та гідроелектростанція на річці Сирдар'я, поблизу міста Шардара, Шардаринський район Південно-Казахстанська область, Казахстан.
Побудована у 1964—1968 з основною метою — іригація. Гребля забезпечує подачу води Кизилкумським каналом. Водосховище утворено греблею має максимальну ємність 5,700,000,000 м³ і площу поверхні 900 км²

## Загальні відомості
Потужність ГЕС — 100 МВт. У будівлі ГЕС встановлено 4 гідроагрегати з поворотно-лопатевими турбінами ПЛ-661-СБ-500 і гідрогенераторами потужністю по 25 МВт. Гребля ГЕС утворює велике Шардаринське водосховище переважно іригаційного і протипаводкового призначення, площею 900 км², об'ємом 5,7 км³, довжиною 70 км, найбільшою шириною 20 км, середньою глибиною 6,5 м.
Станція належить АТ «Шардаринська ГЕС», 100 % акцій якого знаходяться у власності держави.

## Реконструкція станції
За 40 років експлуатації обладнання станції фізично і морально застаріло і потребує заміни. З 2008 року запущена програма масштабної реконструкції станції, що включає заміну гідротурбін, генераторів і робочих камер, а також допоміжного обладнання. Заміна гідросилового обладнання мало було проведено в 2010 році, вся програма реконструкції станції розрахована на 10 років. Планується, що в результаті реконструкції потужність ГЕС зросте на 25—30 МВт, середньорічне вироблення електроенергії збільшиться на 15—20 %. Для фінансування реконструкції станції, крім власних коштів, залучається кредит німецького банку на 46 млн €.

## Розподільний пристрій 110 кВ
З березня 2010 року розпочато реконструкцію існуючого розподільного пристрою, введеного в експлуатацію з моменту будівництва станції. Роботи проводяться АТ «Alageum Electric». Був розроблений робочий проект (ГІП-Івастов О. С.), який отримав позитивний висновок РГП "Держекспертиза". Проектом передбачається будівництво нового розподільчого пристрою в районі нижнього б'єфа Шардаринської ГЕС на правому березі р. Сирдар'я. З огляду на виконання робіт в умовах можливого зсувного сходу, була передбачена зрізання понад 65 000 м³ земляних мас з небезпечної ділянки.